# Arthroleptis variabilis
Espèce
Synonymes
- Arthroleptis seimundi Boulenger, 1905

Statut de conservation UICN

 LC  : Préoccupation mineure
Arthroleptis variabilis est une espèce d'amphibiens de la famille des Arthroleptidae.

## Répartition
Cette espèce se rencontre dans l'Est du Nigeria, au Cameroun, en Guinée équatoriale, au Gabon, au Congo-Brazzaville, dans le Nord du Congo-Kinshasa et dans le sud-ouest de la Centrafrique.

## Description

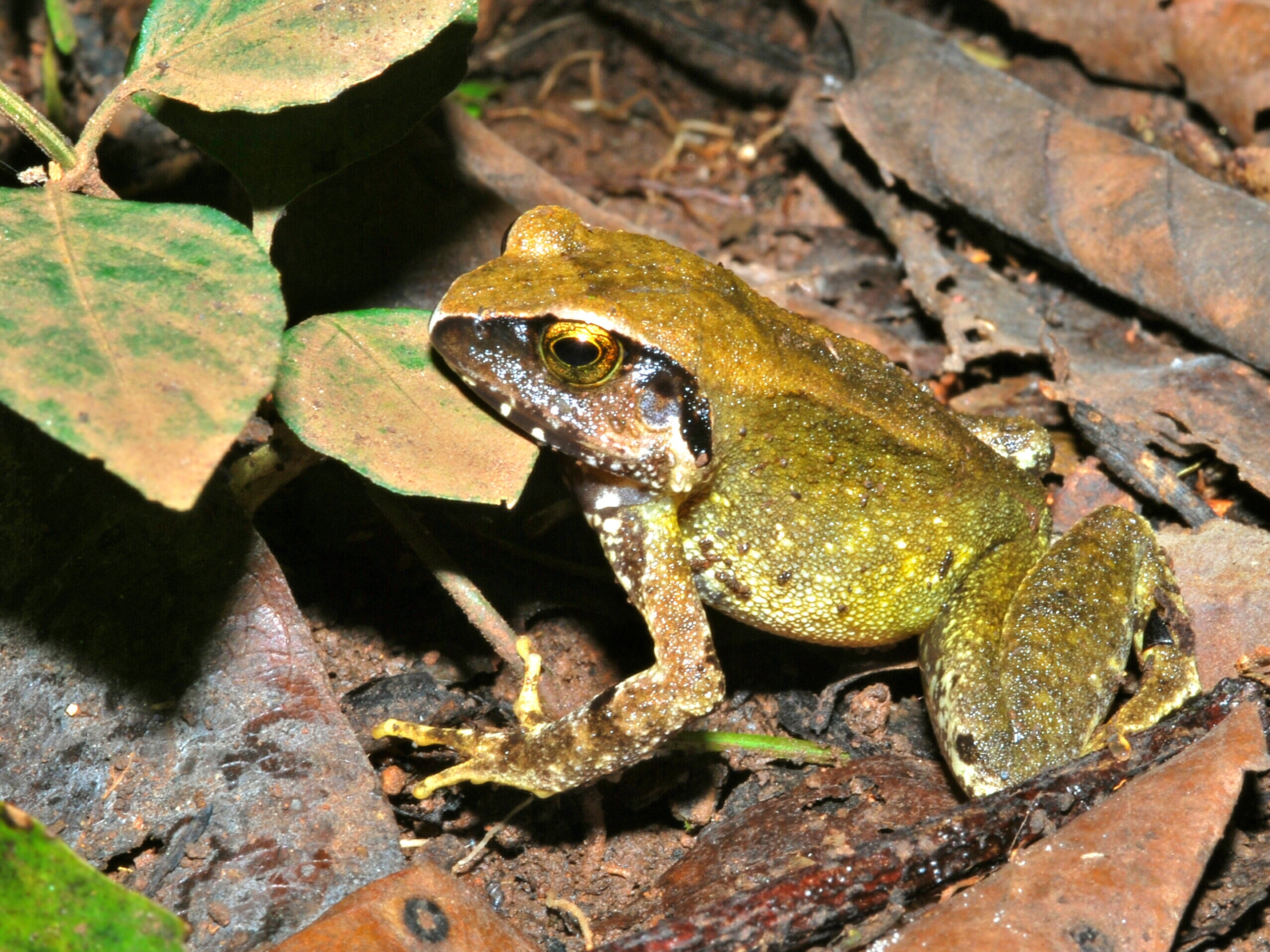
Arthroleptis variabilis (Ouganda)

## Publication originale
- Matschie, 1893 : Einige anscheinend neue Reptilien und Amphibien aus West-Afrika. Sitzungsberichte der Gesellschaft Naturforschender Freunde zu Berlin, vol. 1893, p. 170–175 (texte intégral).